# Допинг кровью
До́пинг кро́вью — процесс искусственного увеличения концентрации гемоглобина в крови спортсмена путём переливания (трансфузии) крови, содержащей повышенную концентрацию эритроцитов, для достижения высоких спортивных результатов. Высокая концентрация гемоглобина улучшает транспортировку кровью кислорода от лёгких к мышцам, что позволяет спортсмену повысить свою выносливость. Резервы крови, необходимые для переливания, создаются заранее путём сдачи собственной крови (аутологичная трансфузия) или сдачи крови одного или нескольких подходящих доноров (гомологичная трансфузия).
Допинг кровью находится в списке запрещённых методов Международного олимпийского комитета (МОК) и Всемирного антидопингового агентства (ВАДА) с 1988 года.

## Применение
Повышенная концентрация эритроцитов в крови, а, следовательно, более хорошая способность переносить кислород от лёгких к мышцам, не ведёт к качественному улучшению — только к количественному: спортсмен не бежит быстрее, чем мог до этого, зато становится более выносливым. Допинг кровью используют там, где большую роль играет аэробная выносливость, то есть в таких видах спорта как бег на средние и длинные дистанции, велогонки, лыжи, биатлон, марафонское плавание…

## Принцип действия
При допинге аутологичной кровью у спортсмена берётся определённое количество крови. Для этого спортсмен предварительно увеличивает количество эритроцитов (красных кровяных телец) в своей крови, используя эритропоэтин или выполняя высокогорные тренировки. В центрифуге эритроциты отделяют от других компонентов крови, которые немедленно возвращаются в кровоток донора. Собранная кровь из концентрированных эритроцитов смешивается с антикоагулянтом и хранится в прохладном месте. Через два месяца, когда уровень эритроцитов в организме спортсмена восстанавливается до нормы, переливание ранее взятой крови становится эффективным. Обычно кровь в организм вводят накануне соревнований. Обогащённая эритроцитами кровь транспортирует больше кислорода, поэтому спортсмен может достичь более высоких результатов в плане выносливости.
При допинге гомологичной кровью используется донор или доноры с той же группой крови и идентичным резус-фактором, что и спортсмен. Преимуществом в данном случае может быть то, что доноры могут даже не быть спортсменами. Недостатком данного способа является то, что кровь донора может содержать вирусы. Сейчас переливание гомологической крови используют очень редко — на Олимпиаде-2004 WADA представило тест, способный выявить гомологичное переливание.

## История допинга крови
Первые случаи использования допинга кровью некоторыми спортсменами западных стран можно встретить уже в 1970-х годах. На тот момент это был сложный и не очень эффективный метод.
В 1980-х годах в качестве стимулятора стали использовать эритропоэтин. Этот препарат разработали для терапии онкологических больных для противодействия побочным эффектам химиотерапии и лучевой терапии. Эритропоэтин представляет собой гликопротеиновый гормон и способствует образованию эритроцитов. Преимущество использования эритропоэтина как допинга состоит в том, что в данном случае отпадает необходимость переливания крови, приём эритропоэтина напрямую стимулирует образование эритроцитов. Некоторые эксперты в связи с этим относят эритропоэтин тоже к допингу кровью. Злоупотребление эритропоэтином превратилось в доминирующий метод допинга в 1990-х годах.
В 2000-х годах появились тесты, с помощью которых появилась возможность обнаружить наличие эритропоэтина в крови спортсмена. С этого момента эритропоэтин стал терять свою привлекательность среди спортсменов, принимающих допинг, произошёл возврат к допингу крови путём переливания.
В настоящее время среди спортсменов используется только аутологичное переливание крови, причём повышение концентрации эритроцитов происходит без применения лекарственных препаратов (высокогорная тренировка). Уличить спортсмена в допинге кровью в данном случае можно только при обнаружении резервов его крови или кровезаменителя, а также наличия аппаратов для хранения и переливания крови, что представляет значительную сложность.

## Случаи применения

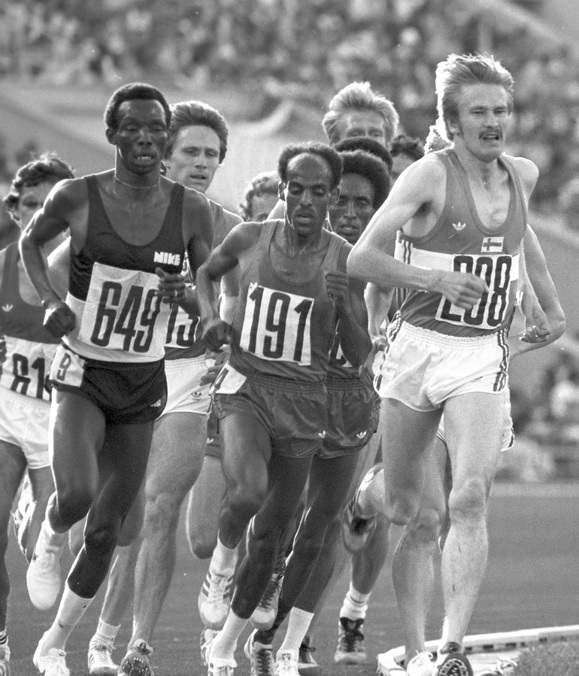
Финский легкоатлет Каарло Маанинка (208) на летних Олимпийских играх 1980 года на дистанции 5000 метров в Москве. Первый известный случай допинга кровью.

Первый известный случай применения допинга кровью произошел на летних Олимпийских играх 1980 года в Москве, когда финскому легкоатлету Каарло Маанинка перелили кровь перед забегами на 5 и 10 километров, хотя в то время это не противоречило правилам.
В 1992 году на зимней Олимпиаде в Альбервиле в результате применения допинга кровью чуть не погиб российский биатлонист Сергей Тарасов: ему хотели перелить кровь шорт-трекиста Андрея Минцева, который также сам чуть не погиб. Скандал удалось замять.
В результате применения эритропоэтина известный американский велогонщик Лэнс Армстронг в 2012 году был пожизненно дисквалифицирован за применение допинга и лишён всех титулов начиная с 1998 года. Американское антидопинговое агентство (USADA) в октябре 2012 года опубликовало более чем 200-страничный доклад, подробно объясняющий схемы обмана допинг-тестов и применение эритропоэтина и не только. Помимо этого, в докладе указывается, что Лэнс Армстронг ещё и распространял допинг-препараты среди своих коллег.